# Marcus Raichle
Marcus Raichle est un neurologue américain, né le 13 mars 1937 à Hoquiam dans l'État de Washington.

## Biographie
Il a découvert de l'indépendance relative de la circulation sanguine et la consommation d'oxygène des changements dans l'activité cérébrale.
Il a découvert un mode de fonctionnement du cerveau par défaut (l'activité intrinsèque Organisé) et son système de signature, le réseau du mode par défaut du cerveau et la glycolyse aérobie qui contribue à la fonction cérébrale indépendante de la phosphorylation d'oxydation.